# Jean-François Larios
Jean-François Larios (Sidi Bel Abbès, 27 de agosto de 1956) é um ex-futebolista francês nascido na Argélia (na época, uma colônia da França) que atuava como meia.

## Clubes
Em clubes defendeu o Saint-Étienne a maior parte de sua carreira. Atuou ainda pelo Bastia - por empréstimo, Atlético de Madrid por curto espaço de tempo, Montreal Manic do Canadá, Neuchâtel Xamax, Lyon, Strasbourg, Nice e Montpellier.

## Seleção Francesa
Estreou pela Seleção Francesa principal em 7 de outubro de 1978 em partida válida pelas Qualificações para a Eurocopa de 1980 contra Luxemburgo.
Competiu na Copa do Mundo FIFA de 1982, sediada na Espanha, na qual a seleção de seu país terminou na quarta colocação dentre os 16 participantes. Contudo, após a estreia no Mundial, na derrota por 1–3 para a Inglaterra, terminou excluído da equipe titular ao descobrir-se que mantinha uma relação extraconjugal com Christelle, a então esposa do colega Michel Platini, o qual lançou um ultimato entre ele e Larios aos dirigentes da delegação. Jogou a disputa de terceiro lugar contra a Polônia.

## Outras atividades
Em 2017 lançou sua autobiografia "J'ai joué avec le feu" em colaboração com Bernard Lions, Editions Solar. Entre várias revelações, afirma que se utilizou-se da substância proibida no esporte Captagon na segunda fase da Taça dos Clubes Campeões Europeus de 1976–77, na partida em que seu clube, o Saint-Étienne, venceu o PSV Eindhoven por 1–0.